# Q-Park
Q-Park is een van oorsprong Nederlandse multinational die zich richt op parkeerdienstverlening voor zowel parkeergarages als parkeerterreinen in binnensteden, winkelcentra, bij openbaarvervoersknooppunten en ziekenhuizen. Het bedrijf is in 1998 opgericht en in 2017 verkocht aan de Amerikaanse investeerder KKR. Het hoofdkantoor van Q-Park is gevestigd in het kantorencomplex De Colonel aan het Stationsplein in Maastricht.

## Marktpositie
Het bedrijf bezit, exploiteert of beheert circa 5.800 parkeerfaciliteiten met circa 800.000 parkeerplaatsen in zeven Europese landen: Nederland, Duitsland, België, Groot-Brittannië, Frankrijk, Ierland, Denemarken. Q-Park heeft een hybride bedrijfsprofiel als vastgoedeigenaar en operationeel bedrijf.
Q-Park behoort tot de top drie van Europese private parkeerondernemingen op basis van het aantal parkeerplaatsen. In Nederland, België en Ierland is Q-Park marktleider. In Frankrijk, Groot-Brittannië, Duitsland en Denemarken bezet Q-Park de tweede marktpositie.
In Nederland is Q-Park de grootste particuliere exploitant en exploiteert of beheert meer dan 230 openbare parkeerfaciliteiten en meer dan 80 P+R-terreinen gelegen bij spoorwegstations.

## Geschiedenis
Q-Park is in 1998 ontstaan uit de samenvoeging van de parkeerfaciliteiten van het parkeerbedrijf Ruijters Parking bv, dat in 1972 werd opgericht door de Limburgse vastgoedontwikkelaar Ger Ruijters (1931-2021) en van ING vastgoed. De parkeergarages werden geëxploiteerd, eerst in Limburg, daarna in heel Nederland. Al gauw werden de activiteiten naar het buitenland uitgebreid.

### Oplaadpunten elektrische auto
In 2012 werd de eerste laadpaal in een Q-Park parkeergarage geïnstalleerd. Eind 2016 waren dat er 136. Op 23 november 2016 maakte Q-Park in een persbericht bekend dit aantal binnen een half jaar met 88 uit te willen breiden tot 224, waarvan 12 locaties die nog geen laadfaciliteiten hadden.

### Overname
Op 16 mei 2017 werd bekend dat investeerder KKR de hoogste bieder was voor overname van Q-Park voor een bedrag van 2,2 miljard euro. Hiermee kwam Q-Park op 19 mei 2017 in Amerikaanse handen. Volgens directeur Frank De Moor was deze overname nodig om het bedrijf verder te laten groeien.